# Super 700
Super 700 byl 8bitový mikropočítač od brazilské společnosti Prológica. Byl oznámen na třetím ročníku veletrhu Feira da Informática v São Paulu v říjnu 1983. Vydán byl v červnu 1984.
Šlo o zařízení určené primárně velkým společnostem. Bylo navrženo na vykonávání vědeckých, administrativních i účetnických úkonů.

## Hardware
Mikropočítač patřil v době svého vydání k těm výkonnějším na trhu. Byl poháněn 4 mikroprocesory - třemi z nich byly Z80A a čtvrtým byl Intel 8035. Měl 64 kilobajtů RAM a jako úložiště používal magnetický disk.
Vstupním zařízením byla kapacitní QWERTY klávesnice o 103 klávesách. Výstup byl zobrazován na 12" monochromatickém monitoru na bázi zeleného fosforu s textovým režimem o rozlišení 80×24 znaků a podporou pro vykreslování grafů. Počítač byl modulární.

## Software
Super 700 byl kompatibilní s CP-600 i CP-700. Podporoval japonskou, portugalskou, ruskou a čínskou abecedu i matematické symboly.